# Charles Malamoud
Pour les articles homonymes, voir Malamud.
Charles Malamoud, né le 5 décembre 1929 à Chișinău (actuelle Moldavie), est un ancien historien des religions, orientaliste et indianiste français. Elève de Madeleine Biardeau et de Louis Renou, il développe dans cette continuité une approche orientaliste.
Après sa thèse de doctorat obtenue en 1979 à L'Université Paris III, il développe ses connaissances en sanskrit et approfondit l'explication des rites sacrificiels de la religion védique, en portant une attention particulière au rôle de la Vāc, mot qui apparaît dans les formules de sacrifice et dont la mission, selon cette tradition religieuse, est de constamment recréer le monde selon une mesure intemporelle.

## Biographie

### Enfance
Né en Roumanie en 1929. Il échappe à une rafle avec ses parents en 1942 à Paris. Il est ensuite transféré dans la Nièvre, où il est hébergé dans une famille paysanne ; il poursuit ses études au lycée de Nevers. À la Libération, il rejoint ses parents à Bourges.
Après son baccalauréat (1947), il effectue une classe préparatoire littéraire au lycée Henri-IV à Paris. Il y rencontre Pierre Vidal-Naquet et Pierre Juquin (hyposekh de sa classe) et participe à leur cellule communiste. Légèrement sceptique à propos de Staline, il est heurté par le procès de László Rajk (1949), dont il fait l'analyse avec Pierre Vidal-Naquet.
Charles Malamoud échoue au concours de l’École normale supérieure et rejoint la Sorbonne en lettres.

### Formation
Il quitte le Parti communiste en 1950. Peu après, il commence à la Sorbonne un diplôme de lettres sur le marquis de Custine, sous la direction de Pierre Pascal.
Parmi les proches de Pierre Vidal-Naquet, il a rencontré la petite-fille de Léon Blum, Catherine, qu'il épouse en 1951 ; le témoin de son épouse est Alexandre Bracke-Desrousseaux.
Durant ses études à la Sorbonne, il est étudiant d'Émile Benveniste et de Louis Renou, dont il suit aussi longtemps les séminaires de recherche au Collège de France. Au total, il obtient deux licences (Lettres et Russe), un diplôme de Littérature comparée ainsi qu'un certificat d'études en Indologie.
Il soutient finalement à 50 ans une thèse de doctorat sur travaux le 3 octobre 1979, à l'Université de la Sorbonne Nouvelle, Paris III.

### Carrière dans la recherche et l'enseignement
Avec tout juste une licence, il devient en 1957 assistant de philologie classique et de sanskrit à l'Université de Lyon.
En 1962, il est chargé d’enseignement de civilisation indienne à la Faculté de Strasbourg. Il occupe ce poste jusqu'à son élection à l'EPHE.
Il entre en 1972 à l'École pratique des hautes études (section « Études religieuses ») comme maître-assistant puis directeur d'études, le premier à faire un cours consacré aux « Religions de l'Inde » dans cet établissement.
Il prend sa retraite en 1998.

### Apports et critiques d'essentialisme
Les travaux de Charles Malamoud portent sur l'hindouisme et en particulier sur les mythes anciens de certaines traditions hindouistes.
Plusieurs de ces ouvrages de recherche portent sur "l'Inde ancienne" et se fondent sur une connaissance du sanskrit afin de comprendre, dans la continuité de Madeleine Biardeau, "l'hindouisme : anthropologie d'une civilisation" (selon le titre de son célèbre ouvrage). Un certain nombre de critiques, ou au moins de limites, ont été formulées envers ses travaux. Anand Venkatkrishnan, docteur de l'Université de Columbia, résume ces critiques (émanant principalement d'universitaires indiens ou d'origine indienne) : "these researches' vocation is an attempt to essentialize the Indian civilization with a selection of a dozen of books (out of hundreds) that are 2500 years' old. Imagine if an Indian scholar tried to define the European civilization with such a method,,".

## Publications
- Le sacrifice dans l'Inde ancienne (avec Madeleine Biardeau), PUF, 1976.
- Le svâdhyâya, récitation personnelle du Veda, Publications de l'Institut de Civilisation Indienne, 1977.
- Le voyage au-delà des trois mers d' Athanase Nikitine, Maspéro, 1982.
- Cuire le monde, rite et pensée dans l’Inde ancienne, La Découverte,1989.
- Le Jumeau solaire, 2002.
- La Danse des pierres, Études sur la scène sacrificielle dans l’Inde ancienne, éd. Seuil, 2005.  (ISBN 2020570580)
- Féminité de la parole, Études sur l’Inde ancienne, 2005, Albin Michel.  (ISBN 2226158766)
- « La preuve par l'ombre », dans Sigila, 2005, no 16.
- Charles Malamoud et Nguyen Thanh Thiên, « Le champ des arts martiaux, la scène du sacrifice.Propos croisés sur des formes de rituels dans le monde sino-japonais et dans l’Inde », 2013.